# یوسف غزنوی
ابویعقوب عضدالدوله یوسف بن سبکتگین (۳۸۴–۴۲۳ قمری) برادر کوچکتر سلطان محمود غزنوی بود.
یوسف در اواخر سلطنت سلطان محمود سپهسالار خراسان شد. محمد غزنوی (که داماد او هم بود) پس از مرگ پدرش او را به سمت سپهسالار لشکر منصوب کرد. سلطان مسعود پس از برکنار کردن برادرش و تصرف پادشاهی، یوسف را برای سرکوب والی یاغی قصدار و گرفتن خراج دوساله مأمور کرد و او را به آن منطقه فرستاد ولی جاسوسانی را هم بر او گماشت. یوسف که از عدم اطمینان سلطان مسعود به خودش مطلع بود، می‌خواست به ترکستان فرار کند و به این هدف با امرای آن منطقه به نامه‌نگاری پرداخت. سلطان مسعود از این امر آگاه شد و او را به غزنین فراخواند. یوسف در بازگشت دستگیر شد و او را در قلعه سگاوند زندانی کردند و یک سال بعد درگذشت.`
شاعرانی چون فرخی و عنصری بلخی در قصاید خود او را ستوده‌اند.